# Пресвітеріанство

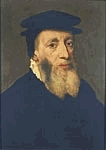
Джон Нокс

Пресвітеріа́нство (від грец. πρεσβύτερoς — «старший») — один з напрямків протестантської конфесії і особлива форма церковної організації. Пресвітеріанство спирається на вчення Жана Кальвіна і, таким чином, його розглядають як одну з гілок кальвінізму та, у ширшому розумінні, реформатської церкви.

## Основи пресвітеріанства
Організаційну основу пресвітеріанської церкви було закладено у період Реформації в Шотландії протестантськими реформаторами Джоном Ноксом та Ендрю Мелвіллом. Пресвітеріанська доктрина базується на вірі у верховну владу Бога, у тому числі й у питаннях спасіння, божественного визначення, непогрішність Святого Писання, а також на догматі про те, що для сходження божественної благодаті необхідна виключна віра. Пресвітеріанство заперечує необхідність участі духовенства у питанні спасіння та, у зв'язку з цим, у пресвітеріанських церквах відсутній єпископальний устрій, а церковна організація являє собою сукупність парафій, якими керують пастори та пресвітер, які своєю чергою обираються парафіянами.
У наш час пресвітеріанство розповсюджено, перш за все, у Шотландії, США, Канаді та Австралії. Істотне значення мають також пресвітеріанські церкви Англії та Північної Ірландії. Пресвітеріанство також розвинено у колишніх англійських колоніях Африки. Пресвітеріанство дуже сильно розвинено у Південній Кореї.

## Історія пресвітеріанства

### Пресвітеріанство в Шотландії
Пресвітеріанство зародилось під час протестантської революції у Шотландії 1559–1560 років. Його виникнення пов'язано з діяльністю Джона Нокса, радикального протестанта та учня Жана Кальвіна. Перемога протестантів у 1560 році дозволила їм розпочати створення нової церковної організації, яку було засновано на відмові від необхідності посередництва духовенства у відносинах людини з Богом. Доктрину пресвітеріанства («пресвітеріанський символ віри») було затверджено 1560 року шотландським парламентом. Одночасно почалось створення нової церковної організації, до основи якої було покладено автономні церковні парафії, що підпорядковувались десяти суперінтендантам, призначеним державою, які мали замінити єпископів (цілком не реалізовано). Верховним органом пресвітеріанської церкви стала генеральна асамблея шотландського духовенства та мирян. На рівні парафій створювались «конгрегації», до складу яких входили пастори та найавторитетніші парафіяни. Після повалення Марії Стюарт у 1567 році пресвітеріанство остаточно утвердилось як офіційна релігія Шотландії.
Подальший розвиток пресвітеріанства пов'язано з іменем Ендрю Мелвілла (1542—1622), який відстоював позицію повної незалежності церкви від держави та посилення автономії парафіяльних церков. Під його впливом було прийнято нову «Книгу послуху», у шотландській церкві були створені пресвітерії — спеціальні органи церковного самоврядування на рівні парафій, що включали пасторів, богословів і пресвітерів (авторитетні та благочестивих парафіян, що обирались довічно). Державу було усунуто від участі у призначенні духовенства. Боротьба між адептами «чистого пресвітеріанства» і прихильниками збереження єпископального устрою велась протягом кінця XVI—першої половини XVII століть і завершилась лише після Англійської революції ліквідацією єпископату. «Вестмінстерська сповідь», прийнята 1647 року, зафіксувала основні догмати пресвітеріанства. Після Славної революції 1688 року Акт про віротерпимість (1690) утвердив пресвітеріанство як державну релігію Шотландії.
У дійсний час найбільша шотландська пресвітеріанська організація має назву Церква Шотландії і налічує понад 1 мільйон членів.

### Пресвітеріанство в Англії та Ірландії
У період правління Якова I (1603—1625) значна частина шотландців переселилась до Ірландії, перед усім до Ольстеру, де заснувала 1642 року Пресвітеріанську церкву в Ірландії, яка у дійсний час є другою за чисельністю релігійною організацією Північної Ірландії, налічуючи понад 130 тисяч членів.
До Англії пресвітеріанство прийшло наприкінці правління Єлизавети I (1558—1603), а під час Англійської революції XVII століття розгорнулась боротьба між англійськими пресвітеріанами та індепендентами. Довгий парламент 1647 р. утвердив пресвітеріанську церкву як офіційну в Англії, а Вестмінстерська асамблея (1643—1647) прийняла основоположні документи пресвітеріанської доктрини і системи богослужіння. Після Реставрації Стюартів у 1660 р. було відновлено єпископальний устрій, а «Урочисту лігу і Ковенант», що лягла в основу англійського пресвітеріанства, було оголошено незаконною. Однак пресвітеріанська церква в Англії збереглася. У дійсний час в Англії та Уельсі діють Євангельська пресвітеріанська церква Англії та Уельсу і Об'єднана реформатська церква (понад 150 тисяч членів).

### Пресвітеріанство в Америці
Англійські та шотландські переселенці у Північній Америці, разом із кальвіністами-вихідцями з Нідерландів та Швейцарії, у XVIII–XIX століттях створили декілька власних церков пресвітеріанського толку, найбільші з яких Пресвітеріанська церква США (заснована у 1706 р.), Пресвітеріанська церква в Америці (засновано у 1973 р.) (загальна чисельність пресвітеріан у США становить близько 4 мільйонів осіб) та Об'єднана церква Канади (засновано у 1925 р. шляхом злиття декількох реформатських церков, налічує понад 900 тисяч членів). Пресвітеріани у США та Канаді складають найбільшу групу серед протестантських церков цих країн.

## Доктрина та організація пресвітеріанства
Основи пресвітеріанського віровчення викладено у Вестмінстерському віровченні 1647 року. Окрім загальних для всіх кальвіністських церков догматів про божественне визначення і спасіння через віру, пресвітеріанство відрізняється підвищеною увагою до хрещення як вступу до спільноти вірян, особливим значенням, що надається груповому співу псалмів, загальним причастям як для духовенства, так і для мирян. Пресвітеріани заперечують необхідність посередництва церкви між вірянами та Богом, а також канонізацію святих та церковні таїнства, окрім хрещення та причастя, при чому заперечується реальна присутність Ісуса Христа у хлібі та вині, яким здійснюється обряд причастя, не визнають постів. Обрядове життя зводиться до вислуховування молитов, складених пресвітером, його проповіді, співу псалмів. Шлюби благословляють вдома, над померлими вдома читають молитву. Скасовано літургії і всі католицькі свята, окрім неділі. Також не практикується колінопреклоніння під час причастя. У богослужінні відсутня літургія і пишні вбрання священників. Велике значення мають проповіді, особливо недільні. Пресвітеріани приділяють підвищену увагу освіті і постійному вивченню Святого Писання, теологічних творів та пресвітеріанської доктрини, сформульованої у символах віри та катехизисах.
У організаційному плані базовою чарункою церкви є церковна парафія, що керується конгрегацією (або сесією), до складу якої входять пастори, відповідальні за богослужіння, організацію таїнств і навчання, а також виборні зі складу парафіян світські «старійшини». До обов'язків конгрегацій входять також організація суспільних робіт та благочинність. Декілька конгрегацій об'єднуються у пресвітерії, до яких поряд з церковнослужителями входять і авторитетні миряни, що обираються конгрегаціями. Пресвітерії відправляють своїх представників на регулярні генеральні асамблеї (або генеральні синоди) пресвітеріанських церков. Генеральні асамблеї володіють правом законотворчості у церковних питаннях і одночасно є вищою судовою інстанцією з церковного права. У деяких країнах (Канада, Австралія, США) проміжною ланкою між пресвітеріями і генеральною асамблеєю є синоди. Відмінною рисою пресвітеріанської організації церкви є відсутність єпископів.